# Аделаида Сузская
Аделаи́да Су́зская (итал. Adelaide di Susa), также Аделаи́да Тури́нская (итал. Adelaide di Torino) или Аделаи́да, графиня Саво́йи (итал. Adelàide contessa di Savoia; 1020, Суза, Туринское маркграфство — 19 декабря 1091, Канискьо, Туринское маркграфство), — принцесса из дома Ардуиничи, дочь маркграфа Ульрика Манфреда II. В своём праве — маркграфиня Турина и Сузы, последняя представительница дома Ардуиничи, владевшая этим феодом. В замужестве: первым браком — герцогиня Швабии, вторым — маркграфиня Монферрато, и третьим — графиня Савойи.

## Биография

### Происхождение
Точная дата рождения принцессы неизвестна; в источниках указывается период между 1010 и 1016 годами или 1020 год. Последняя дата встречается чаще других. Местом рождения принцессы называют замок в городе Суза или Турин. Она была первым ребёнком и старшей дочерью Ульрика Манфреда II, маркграфа Турина и Сузы от Берты Миланской. По отцовской линии приходилась внучкой Манфреду I, маркграфу Турина и Прангарде Каносской. По материнской линии была внучкой Оберто II, графа Луни, маркграфа Милана и Генуи. У Аделаиды были единственный брат, имя которого неизвестно, и две сестры — Ирменгарда и Берта. Двоюродной сестрой принцессы была Матильда Каносская.

### Браки
В 1034 году, после смерти брата и отца, Аделаида, как старшая дочь, унаследовала большую часть владений дома Ардуиничи. Она стала владелицей Ивреи, Орьяте, Аосты, Турина и маркграфиней Сузы. Маркграфский титул в то время предполагал участие в военных кампаниях. По этой причине император Конрад II, выдал её замуж за своего пасынка, швабского герцога Германа IV, принявшего титул супруги и ставшего маркграфом Турина и Сузы. Они поженились в 1036 году, но уже в 1038 году маркграфиня овдовела. Её первый супруг умер от чумы в Неаполе, не успев оставить потомства.
Около 1040 года Алелаида похоронила мать, и, спустя два года, 29 января 1042 года сочеталась браком с монферратским маркграфом Генрихом. Неизвестно признал ли за ним император Священной Римской империи титул супруги. Этот брак маркграфини также оказался бездетным. Около 1045 года Аделаида овдовела во второй раз и вскоре снова вышла замуж за савойского графа Оттона I, которого в 1046 году император Генрих III признал маркграфом Турина и Сузы. В третьем браке у Аделаиды родились пятеро детей:
- Пётр I (1047/1049 — 9.08.1078), граф Савойи, Морьена, Шабле и Аосты с 1060 года, маркграф Турина и Сузы с 1064 года, в том же году сочетался браком с Агнессой Аквитанской[англ.] (ок. 1052 — после 18.06.1089);
- Амадей II (1048/1050 — 26.01.1080), граф Савойи и Морьена, маркграф Турина и Сузы с 1078 года, в 1065 году сочетался браком с Жанной Женевской (ум. 1095);
- Берта (21.09.1051 — 27.12.1087), в 1066 году сочеталась браком с Генрихом IV (11.11.1050 — 7.08.1106), императором Священной Римской империи;
- Аделаида (1052/1053[6] — начало 1079), сочеталась первым браком с Гигом III[7] (ок. 1000 — ок. 1075), графом д’Альбон; в 1061/1062 году вторым браком с Рудольфом Швабским (до 1027 — 15/16.10.1080), королём Германии с 1077 года;
- Оттон (ум. июль 1095/1099), епископ Асти в 1073/1079 годах.

Историки Провано-ди-Колленьо, Жербе-Соннье, Лабруцци, Рено, Габотто считают, что Аделаида, которая сочеталась браками с Германом Швабским и Генрихом Монферратским и Аделаида, вышедшая замуж за Оттона Савойского, два разных человека. Напротив, историки Карути, Чиполла, Превит-Ортон считают, что речь идёт об одном и том же человеке. Исследования последнего подтвердили версию о единственной Аделаиде, дочери туринского и сузского маркграфа, трижды сочетавшейся браком и трижды овдовевшей. Подтверждение этим фактам содержится также в переписке Аделаиды со святым Петром Дамианом.

### Регентство
После смерти третьего супруга Аделаиды, 21 мая 1060 года, новым правителем Савойского графства стал их старший сын Пётр I. В 1064 году она добилась от императора Священной Римской империи признания за ним права и на Туринское маркграфство. Аделаида правила в обоих владениях в качестве регента при малолетнем сыне, сохранив своё влияние и после достижения им совершеннолетия. Современники признавали её правление мудрым. Вдовствующая графиня поддерживала отношения как с императорским двором, так и с римскими папами. Около 1066 года её средний сын Амадей, будущий граф Савойи под именем Амадея II, совершил паломничество в Рим, где в соборе Святого Петра поклялся быть защитником Святого Престола. В борьбе за папский престол между Александром II и его противником Аделаида заняла сторону римского папы. Вдовствующая графиня благоустраивала и возводила монастыри и храмы. В 1064 году ею было основано аббатство Девы Марии в Пинероло. Аделаида признавала автономию монастырей, но сдержанно отнеслась к реформам Григория VII. В своих владениях беспощадно преследовала патаренов. В этом вопросе она нашла единомышленника в лице святого Петра Дамиана, с которым познакомилась в 1063 году, когда, по пути во Французское королевство, он остановился в её замке. В 1070 году вдовствующая графиня захватила и сожгла город Асти, жители которого восстали против её правления.
Поначалу успешными казались и матромониальные проекты Аделаиды. В 1064 году её старший сын Пётр I, граф Савойи и маркграф Турина женился на Агнессе Аквитанской, дочери Гильома Храброго, герцога Аквитании и графа Пуату, имевшего родственные связи с императорами из Салической династии. В 1066 году в Требуре её старшая дочь Берта сочеталась браком с императором Генрихом IV и затем была коронована мужем в Вюрцбурге. Тогда же младшая дочь, тоже Аделаида, вышла замуж за Рудольфа, герцога Швабии. Однако оба брака дочерей вдовствующей графини оказались несчастными. В 1069 году Рудольф отказался от брака с Аделаидой Младшей, но не смог его расторгнуть, а император Генрих IV на соборе в Вормсе попросил расторгнуть его брак с Бертой. На сторону последней встал святой Пётр Дамиан и некоторые германские князья, просившие императора не портить отношения со вдовствующей графиней Савойи.
Вскоре Генриху IV, отлучённому от церкви римским папой Григорием VII, пришлось искать поддержки у Аделаиды, когда он отправился в Рим, чтобы примириться с понтификом. Император, вместе с супругой, прибыл к тёще с просьбой обеспечить его безопасность на севере Италии, где ему угрожали армии под командованием Вельфов и Церингенов. Аделаида согласилась помочь зятю, взамен получив от него пять епархий на итальянских землях, прилегавших к владениям её сына Амадея II, ставшего графом Савойи и маркграфом Турина после смерти старшего брата. Она лично сопроводила императорскую чету в Каноссу и участвовала в переговорах между императором и римским папой. В конфликте между зятьями, императором Генрихом IV и швабским герцогом Рудольфом вдовствующая графиня сохраняла нейтралитет. Их спор прекратился со смертью герцога в 1080 году. В ещё одном конфликте, между императором Генрихом IV и графиней Матильдой Каносской, Аделаида также предложила зятю и кузине услуги посредника на переговорах.

### Поздние годы и смерть
Поздние годы жизни вдовствующей графини были омрачены смертью её детей. В 1078 году умер старший сын Пётр I, оставив по себе вдову с тремя дочерьми. В следующем году умерла её младшая дочь Аделаида. Средний сын Амадей II умер в 1080 году. Его преемником стал несовершеннолетний внук Аделаиды, Гумберт II. При нём, как и при его отце, она была фактической правительницей во всех владениях дома Ардуиничи. Позднее вдовствующая графиня обратилась к императору с просьбой передать Туринскую марку Фридриху, графу Хагенау, женатому на её внучке Агнессе Савойской, дочери графа Петра I, но тот умер в июне 1091 года. Сама Аделаида умерла 19 декабря 1091 года в Канискьо и была похоронена в местной приходской церкви. Согласно другой версии, её перезахоронили в Туринском соборе. В настоящее время могила графини Савойи считается утраченной.

## В культуре
В некоторых средневековых хрониках Аделаида упоминается как блаженная с памятью под 19 декабря. Однако её почитание не получило официального признания в Римско-католической церкви. Прижизненных изображений графини Савойи не обнаружено. Сохранилась фантазия кисти неизвестного пьемонтского живописца XVII века. Существуют посмертные литографии и скульптуры, не имеющие отношения к настоящему внешнему виду Аделаиды. В том же XVII веке в Венеции композитор Джулио Россони на либретто поэта Джованни Баттисты Родотео написал музыкальную драму «Аделаида, королевская принцесса Сузы».